# Tadao Umesao
Tadao Umesao (梅棹 忠夫, Umesao Tadao), né le 13 juin 1920 à Kyoto et mort le 3 juillet 2010 à Suita (préfecture d'Osaka), est un ethnologue et anthropologue japonais, pionnier de l'écologie au Japon.

## Biographie
Tadao Umesao est né dans le Nishijin, dans l'arrondissement de Kamigyō-ku (à l'angle des rues Senbon (ja) et Nakadachiuri).
Étudiant à l’Université de Kyōto pendant la Seconde Guerre mondiale, il effectue entre 1944 et 1946 une mission d’étude des populations animales dans les steppes de Mongolie. Cette expérience l’amene à s’intéresser aux relations entre l’homme et son environnement. Professeur à l’Université de Kyōto à partir de 1965, il contribue activement au cours des années 1970 à la création du Musée national d’ethnologie à Ōsaka.

Dans les années 1960, il s’intéresse au développement des technologies de l’information dont il contribue à faire comprendre l’importance sociale et anthropologique.

Ardent défenseur de l’espéranto (dont l'importance fut considérable au Japon après la Seconde Guerre mondiale), il se prononce en faveur de l’abandon des caractères chinois dans l’écriture du japonais.

## La théorie des trois écosystèmes
Umesao Tadao tire de ses séjours en Asie centrale l’idée que l’Eurasie n’est pas divisée en deux grandes zones (l’Orient et l’Occident), mais en trois : l’Europe de l’Ouest ; l’Asie centrale ; le Japon. Selon sa théorie, le Japon et l’Europe de l’Ouest se sont développées de manière parallèle et autonome, du fait de conditions climatiques comparables et d’une position périphérique similaire par rapport aux grands empires centraux, immobilistes et dirigistes : « L’Europe et le Japon se reconnaîtraient ainsi mutuellement dans une commune dynamique du progrès à visée universaliste ». 
Cette théorie, qui connut un écho bien au-delà des cercles universitaires, a permis aux intellectuels japonais de contrer les conceptions eurocentriques de l’histoire selon lesquelles la modernisation nippone n’est que la conséquence des apports occidentaux. 

## Œuvres principales
En japonais :

- モゴール族探検記 (Récit d'exploration chez les Mongols), Iwanami shoten, 1956.
- 文明の生態史観 (Regard écologique sur l'histoire des civilisations), Chūō kōron-sha, 1967.
- 知的生産の技術 (Les techniques de production intellectuelle), Iwanami shoten, 1969.
- 地球時代の日本人 (Les Japonais à l'ère planétaire), Chūō kōron-sha, 1974.
- 狩猟と遊牧の世界 自然社会の進化 (Le monde de la chasse et du nomadisme : l'évolution de la société naturelle), Kōdansha, 1976.
- 人類学周遊 (Excursions anthropologiques), Chikuma shobō, 1980.
- メディアとしての博物館 (Le muséum comme média), Heibonsha, 1987.
- 情報の文明学 (Étude sur la civilisation de l'information), Chūō kōron-sha, 1988.
- 近代世界における日本文明－比較文明学序説 (La civilisation japonaise dans le monde moderne : introduction à une étude comparée des civilisations), Chūō kōron-sha, 2000.

En traduction :

- Le Japon à l'ère planétaire, Paris, Publications Orientalistes de France, 1983.
- Il Giappone Nell'era Planetaria, Milano, Spirali Edizioni, 1984.
- Prolegomena zu einer historischen Betrachtung zivilisierter Lebensformen in Japan ohne Mythos, Munich, Ludicium, 1988.
- The Roots of Contemporary Japan, Tōkyō, The Japan Forum, 1998.
- Ecological and Anthropological Study of the Nomadic Culture of Mongolia, Hohhot, People’s Press of Inner Mongolia, 2002.
- An Ecological View of History: Japanese Civilization in the World Context, Melbourne, Trans Pacific Press, 2003.